# Dermaphis takahashii
Dermaphis takahashii är en insektsart. Dermaphis takahashii ingår i släktet Dermaphis och familjen långrörsbladlöss. Inga underarter finns listade i Catalogue of Life.